# 迪普霍尔茨县
迪普霍尔茨县（德語：Landkreis Diepholz）是德国下萨克森州中部的一个县，首府迪普霍尔茨。